# Батман: Смели и дръзки
„Батман: Смели и дръзки“ (на английски: Batman: The Brave and the Bold) е американски анимационен сериал, базиран от части на комиксовата поредица „Смели и дръзки“. Както в поредицата, тук участват двама или повече герои, които се съюзяват, разрешат престъпление или да заловят престъпник, но за разлика от комикса, анимацията се концентрира върху Батман, който работи с други герои.
Сериалът дебютира на 14 ноември 2008 г. по Cartoon Network.
Той бележи първата поява на логото на Warner Bros. Animation със стилизирания талисман Бъгс Бъни от 40-те години на XX век.
През 2010 г. на San Diego Comic-Con International е обявено, че сериалът ще приключи след третия си сезон.

## „Батман: Смели и дръзки“ в България
В България сериалът, преведен като „Батман: Дръзки и смели“, започва излъчване на 11 януари 2010 г. по Cartoon Network, всеки ден от 17:45 с повторение на следващия ден от 07:45. Последният епизод за сезона е излъчен на 5 февруари. Първите части преди интрото на всеки епизод са изрязани, като тяхното излъчване започва с повторенията на епизодите през февруари. На 10 януари 2011 г. започва втори сезон, всеки делничен ден от 19:30 с повторение на следващия ден от 07:45 и 17:40. Последният епизод за сезона е излъчен на 14 февруари. На 20 февруари 2012 г. започва трети сезон, всеки делник от 19:30 и завършва на 7 март. Дублажът е на студио 1+1, на „Александра Аудио“ от четиринайсетия до двайсет и шестия епизод на втория сезон и на студио „Про Филмс“ в третия сезон. В озвучаването участват артистите Стефан Стефанов, който от четиринайсетия до двайсет и шестия епизод на втория сезон е заместен от Мариан Маринов, Кирил Бояджиев, Цанко Тасев, Живко Джуранов, Петър Върбанов, Вилма Карталска, Ева Демирева, Мартин Герасков в първия и третия сезон, Илия Иванов във втория сезон, Стефан Сърчаджиев-Съра във втория и третия, Емил Емилов във втория, Георги Иванов във втория, Веселин Калановски във втория, Светломир Радев във втория, Явор Караиванов във втория, Димитър Мартинов във втория, Стефан Младенов във втория, Божидар Александров във втория, Димитър Тодоров във втория, Георги Стоянов във втория, Христо Димитров в третия, Златина Тасева във втория, Петя Абаджиева във втория, Петя Арнаудова във втория, Милица Гладнишка във втория, Яна Огнянова (кредитирана като Яна Маринова) във втория, Христо Бонин и други.
На 16 юни 2012 г. започва повторно излъчване по bTV от 07:00 с разписание всяка събота от 06:30 по два епизода. Дублажът е записан наново. Ролите се озвучават от артистите Стефан Стефанов, Светлана Смолева, Светломир Радев, Петър Бонев и Христо Бонин.